# Fokker F28 Fellowship

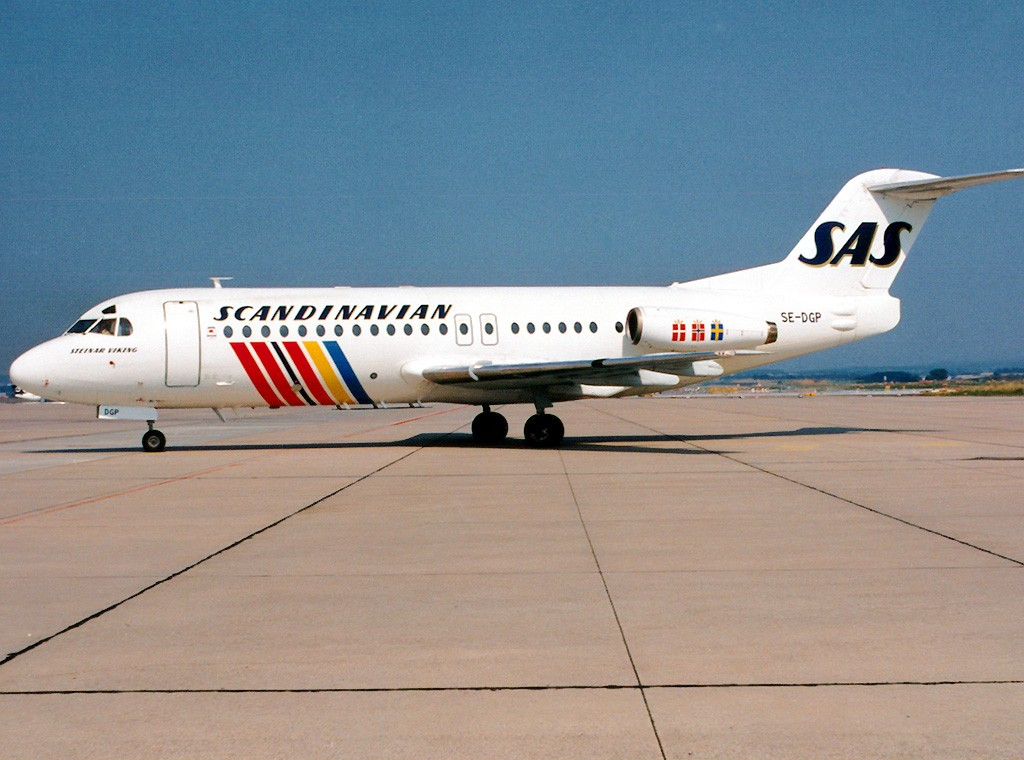

Fokker F28 Fellowship — вузькофюзеляжний двомоторний турбореактивний пасажирський літак, розроблений для польотів малої дальності.

## Специфікації

### Основні характеристики
- Екіпаж: 2-3
- Пасажири: 85
- Довжина: 29.6 м
- Розмах крила: 25.1 м
- Висота: 8.5 м
- Двигун: 2х ТРДД Rolls-Royce RB183 Spey Mk555

### Льотні характеристики
- Крейсерська швидкість: 843 км/ч
- Дальність польоту: 1850 км
- Практична стеля: 10 700 м